# Кирик и Иулитта
Ки́рик и Иули́тта (др.-греч. Κηρύκος καὶ Ἰουλίττα; ум. ок. 305 года) — раннехристианские святые мученики, пострадавшие во время великого гонения при императоре Диоклетиане. Память в Православной церкви совершается  15 (28) июля шестеричным богослужением, в Католической церкви 16 июня.

## Жизнеописание
Согласно житию, Иулитта (Улита) была молодой вдовой знатного происхождения, проживала в Иконии вместе со своим сыном Кириком. В гонения Диоклетиана, боясь мучений, она оставила всё своё имущество и с трёхлетним Кириком в сопровождении двух рабынь покинула Иконию и жила как нищая странница вначале в Селевкии, а затем в Тарсе.
Во время гонений на христиан в Тарсе Иулитта была узнана и приведена вместе с сыном на суд градоначальника Александра. Перед правителем Иулитта исповедала себя христианкой. Её разлучили с сыном и подвергли бичеванию.
Кирик, видя мучения матери, плакал, а затем, сказав что он христианин, потребовал чтобы его пустили к матери. В гневе Александр сбросил ребёнка с каменного помоста и Кирик скончался. Иулитту подвергли новым мучениям (строгали тело железными зубьями, поливали раны кипящей смолой), но она отказалась принести жертвы языческим богам. Александр приговорил святую к отсечению головы, что и было исполнено. Тела Кирика и Иулитты были оставлены палачами без погребения за городом, но рабыни Иулитты ночью тайно погребли их.

## История мощей и почитания
Мощи Кирика и Иулитты были обретены при императоре Константине Великом по указанию одной из рабынь, погребавших святых. Их перенесли в Константинополь, где в их честь был основан монастырь. По свидетельству паломников XII—XV веков, мощи святых находились в храме Святой Софии. Их судьба после падения Константинополя неизвестна.
По другой версии, мощи Кирика и Иулитты обрёл в Антиохии осерский епископ Аматор (388—418) и перенёс в Осер (Франция). Известно о нахождении частиц мощей в городах Невере (Франция) и Турне (Бельгия).
Старообрядцы почитают Кирика и Иулитту своими покровителями, считая себя такими же, как они, гонимыми за веру. В русских народных традициях день памяти Кирика и Иулитты считался серединой лета. С ним связывают следующие народные приметы: «Не жни на Кирика и Улиту — маньяки увидишь», «Кириков день, да всё мокро, вон льёт дождь».